# Katedra św. Reparaty we Florencji
Katedra św. Reparaty, wł. Chiesa di Santa Reparata – kościół zbudowany we Florencji na przełomie IV i V wieku. Podczas budowy wykorzystano pozostałości rzymskiej świątyni.
Była to budowla o wnętrzu podzielonym na trzy nawy rzędami kolumn. Nawa główna została zakończona apsydą. W VI wieku, podczas wojen Gotów z Bizancjum, świątynia została zburzona. Odbudowano ją pomiędzy VII a IX wiekiem zachowując plan poprzedniego kościoła. Dodatkowo zbudowano dwie boczne kaplice zakończone apsydami. W XI wieku podwyższono prezbiterium a pod nim umieszczono kryptę. Na zewnątrz, z dwóch stron apsydy, zbudowano dzwonnice.
W 1296 r. wokół kościoła rozpoczęto budowę nowej katedry. Katedra Santa Reparata była używana aż do 1375 r., po czym została rozebrana.
W 1966, podczas prac konserwatorskich w zbudowanej w tym miejscu katedry Santa Maria del Fiore, odkryto pod posadzką pozostałości wcześniejszych budowli. W podziemiach są eksponowane fragmenty fresków i posadzki zdobiących wcześniejszy kościół, płyty nagrobne (odnaleziono m.in. płytę z grobu Filippo Bruneschiego).